# For The People
For The People은 2006년 발매된 빅마마의 3번째 앨범이다.

## 트랙리스트
1. 언니
2. 이별, 그 후
3. Never Mind
4. 축복
5. 사랑, 날개를 달다
6. 모두 용서한다 (짓밟힌 꽃송이를 위해)
7. Calling
8. 기분 좋은 날
9. 바다로 간 어느 날
10. 연(捐)
11. 사랑을 외치다
12. Get Out
13. Thanks To…